# John Ordway
John Ordway (* um 1775 in New Hampshire; † um 1817 in New Madrid, Missouri) war Sergeant in der United States Army und ein wichtiger Teilnehmer der Lewis-und-Clark-Expedition, der ersten amerikanischen Überlandexpedition zur Pazifikküste.
Mit mehreren anderen Soldaten stieß er als Sergeant im Sommer 1803 in der Garnison Fort Kaskaskia am Ohio River zur Lewis-und-Clark-Expedition. John Ordway war einer der wenigen gebildeten Männer in der Expedition und war oft der Stellvertreter von Lewis und Clark in deren Abwesenheit.
Zu seinen Aufgaben zählte die Ausgabe von Ausrüstungsgegenständen, die Einteilung der Wachdienste und die Verwahrung von Unterlagen. In den ersten Monaten der Forschungsexpedition kam es mehrfach zum Ungehorsam der Soldaten gegenüber John Ordway.
Als Clark auf dem Rückweg vom Pazifik im Sommer 1806 den Yellowstone River und Lewis den Marias River erforschte, führte Ordway eine Gruppe von zehn Mann über den Jefferson River zurück zum Missouri. Er organisierte mit Sergeant Gass den Transport der im Jahr zuvor an den Bergen der Rocky Mountains zurückgelassenen Boote über die schwierige Überland-Passage an den Wasserfällen des Missouri.
Während der Expedition schrieb er Tagebücher, die er für 300 US-Dollar an Lewis und Clark verkaufte. John Ordway, der mit neun Geschwistern aufgewachsen war, heiratete nach dem Ende der Expedition in New Hampshire und zog auf 320 Acre Land am Missouri, die er als Belohnung für seine Dienste erhalten hatte. Er verbrachte die letzten Jahre seines Lebens auf der Farm als erfolgreicher Grundbesitzer.